# Upplands runinskrifter 715
Upplands runinskrifter 715 är ett vikingatida runstensfragment av grå sandsten funnet 1925 vid trädgårdsarbete i Ännesta, Hacksta socken och Enköpings kommun. Fragmentet förvaras sedan 1927 i vapenhuset i Hacksta kyrka. Runstensfragmentet är 0,37 gånger 0,16 meter stort.

## Inskriften
Translitterering av runraden:
... ...bti- ...
Normalisering till runsvenska:
... [æ]fti[ʀ](?) ...
Översättning till nusvenska:
... efter ...